# Centrale nucléaire d'Hinkley Point
La centrale nucléaire d'Hinkley Point est installée près de Bridgwater sur la côte du Somerset, à environ 8 km de l'estuaire du fleuve Parrett, en Angleterre.
L'installation est composée de trois centrales, chacune comprenant 2 réacteurs, qui sont à différents stades de leur vie :
- Hinkley Point A, en fonctionnement de 1965 à 2000, est en cours de démantèlement ;
- Hinkley Point B, mise en service en 1976 et mise à l’arrêt définitif en 2022 ;
- Hinkley Point C, dont la construction a démarré en 2018, pourrait entrer en service au plus tôt en 2029.

## Caractéristiques des réacteurs

### Définitions (glossaire de la base de données PRIS de l'AIEA)
Les caractéristiques des réacteurs sont données dans les tableaux ci-après ; les données sont principalement issues de la base de données PRIS (Power Reactor Information System) de l’Agence international de l'énergie atomique (AIEA) qui définit ainsi les termes :
- la puissance nette correspond à la puissance électrique délivrée sur le réseau et sert d'indicateur en termes de puissance installée ;
- la puissance brute correspond à la puissance délivrée par l'alternateur (soit la puissance nette augmentée de la consommation interne de la centrale) ;
- la puissance thermique correspond, à la puissance délivrée par la chaudière nucléaire.

Le début de construction correspond à la date de coulage des fondations du bâtiment réacteur. Une tranche (nom utilisé pour un réacteur complet) est considérée comme opérationnelle après son premier couplage au réseau électrique. La mise en service commerciale est le transfert contractuel de l’installation du constructeur vers le propriétaire ; intervenant en principe après réalisation des tests réglementaires et contractuels, et après fonctionnement continu à 100 % pendant une durée définie au contrat de construction.
| Réacteur          | Statut          | Modèle | Puissance   | Puissance   | Puissance        | Début de construction | Première divergence | Raccordement au réseau | Mise en service commercial | Arrêt définitif |
| Réacteur          | Statut          | Modèle | Nette [MWe] | Brute [MWe] | Thermique [MWth] | Début de construction | Première divergence | Raccordement au réseau | Mise en service commercial | Arrêt définitif |
| ----------------- | --------------- | ------ | ----------- | ----------- | ---------------- | --------------------- | ------------------- | ---------------------- | -------------------------- | --------------- |
| Hinkley Point A   |                 |        |             |             |                  |                       |                     |                        |                            |                 |
| Hinkley Point A-1 | Démantèlement   | Magnox | 235         | 267         | 900              | 1er novembre 1957     | 1er mai 1964        | 16 février 1965        | 30 mars 1965               | 23 mai 2000     |
| Hinkley Point A-2 | Démantèlement   | Magnox | 235         | 267         | 900              | 1er novembre 1957     | 1er octobre 1964    | 19 mars 1965           | 5 mai 1965                 | 23 mai 2000     |
| Hinkley Point B   |                 |        |             |             |                  |                       |                     |                        |                            |                 |
| Hinkley Point B-1 | Arrêt définitif | AGR    | 485         | 655         | 1 494            | 1er septembre 1967    | 24 septembre 1976   | 30 octobre 1976        | 2 octobre 1978             | 1er août 2022   |
| Hinkley Point B-2 | Arrêt définitif | AGR    | 485         | 655         | 1 494            | 1er septembre 1967    | 1er février 1976    | 5 février 1976         | 27 septembre 1976          | 6 juillet 2022  |
| Hinkley Point C   |                 |        |             |             |                  |                       |                     |                        |                            |                 |
| Hinkley Point C-1 | En construction | EPR    | 1 630       | 1 720       | 4 524            | 11 décembre 2018      |                     |                        |                            |                 |
| Hinkley Point C-2 | En construction | EPR    | 1 630       | 1 720       | 4 524            | 12 décembre 2019      |                     |                        |                            |                 |

## Hinkley Point A

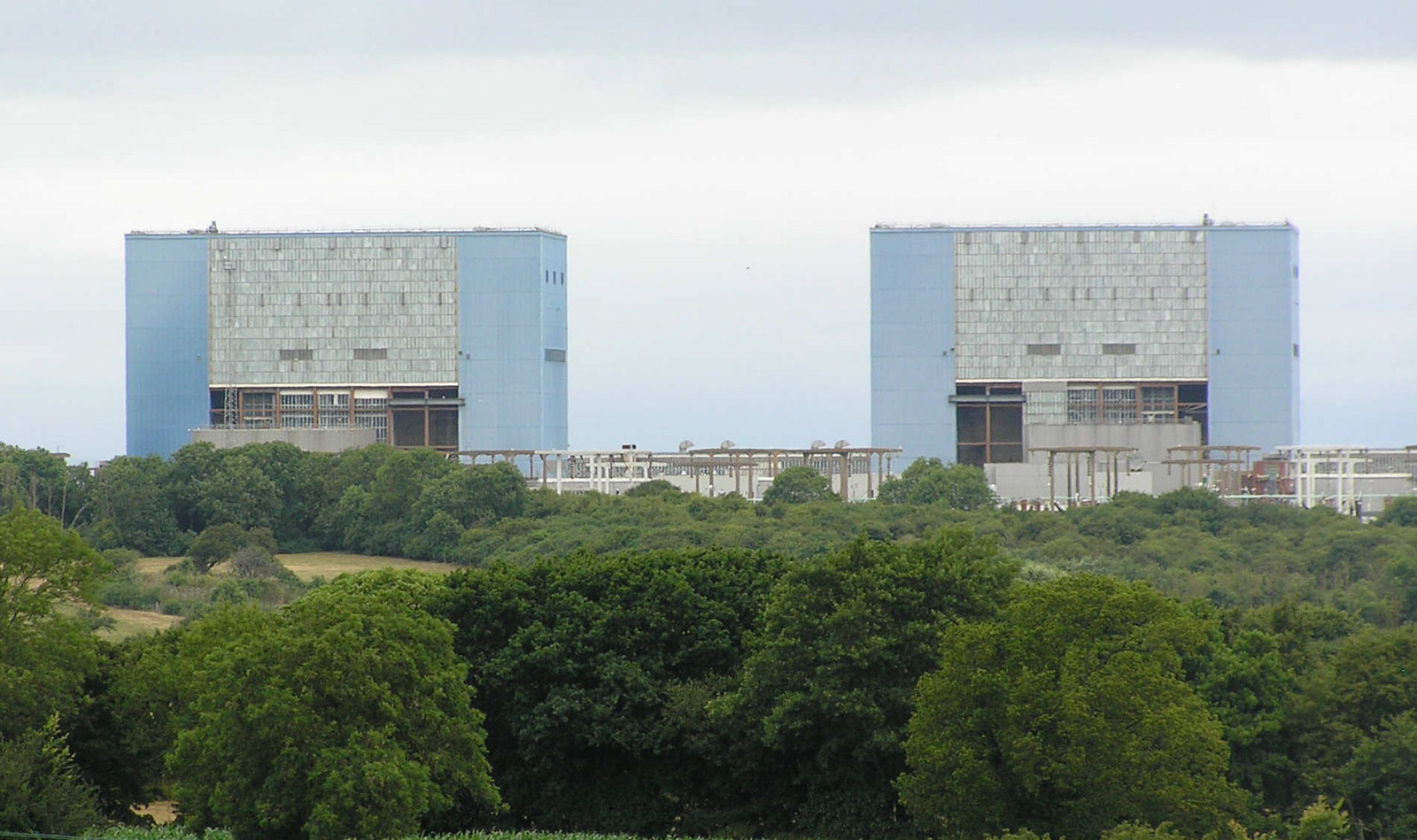
Hinkley Point A.

La construction de Hinkley Point A débute en 1957, et la centrale commence à produire de l'électricité en 1965. Cette unité de deux réacteurs, de 235 MWe chacun, est l'une des onze centrales nucléaires comprenant un réacteur de type Magnox, qui ont été installées au Royaume-Uni entre 1956 et 1971, puis arrêtées entre 1989 et 2015. Durant ses 35 ans de production, Hinkley Point A a produit près de 100 TWh d'électricité, avant de s'arrêter en l'an 2000.
Le processus de démantèlement en cours est géré par la Nuclear Decommissioning Authority une filiale de Magnox Ltd. Le déchargement du combustible et l'enlèvement de la plupart des bâtiments devraient se terminer dans les prochaines années alors que le démolition des bâtiments réacteurs et la fin du démantèlement devrait intervenir à la fin de ce siècle.

## Hinkley Point B

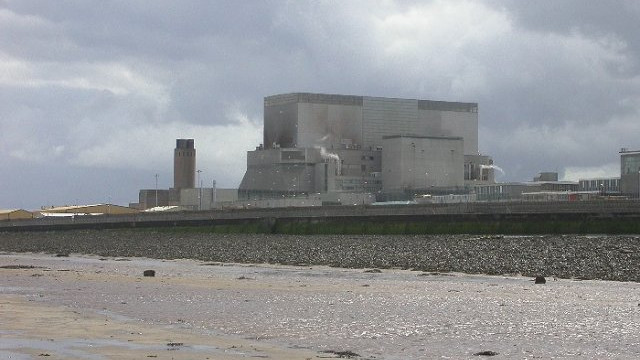
Hinkley Point B.

La construction de Hinkley Point B par le Central Electricity Generating Board (en) (CEGB) démarre en 1967 et la production d'électricité en 1976. Cette entité comprend alors deux réacteurs avancés au gaz (AGR) d'une capacité de production nette unitaire de 625 MWe. À la suite de leur vieillissement, la tranche 1 ne peut plus fournir sur le réseau que 485 MWe et la tranche 2 480 MWe.
En 1989, lors de la privatisation de l'industrie électrique du Royaume-Uni, la centrale est confiée à Nuclear Electric et n'est pas privatisée. En 1996, les centrales de type AGR et PWR de Nuclear Electric et Scottish Nuclear sont privatisées et cédées à la compagnie British Energy. Depuis la vente de British Energy en 2009, la centrale est détenue et exploitée par EDF Energy une filiale d'EDF.
Les deux réacteurs sont mis à l'arrêt définitif respectivement en août et juillet 2022.

## Hinkley Point C

### Lancement du projet (2012)

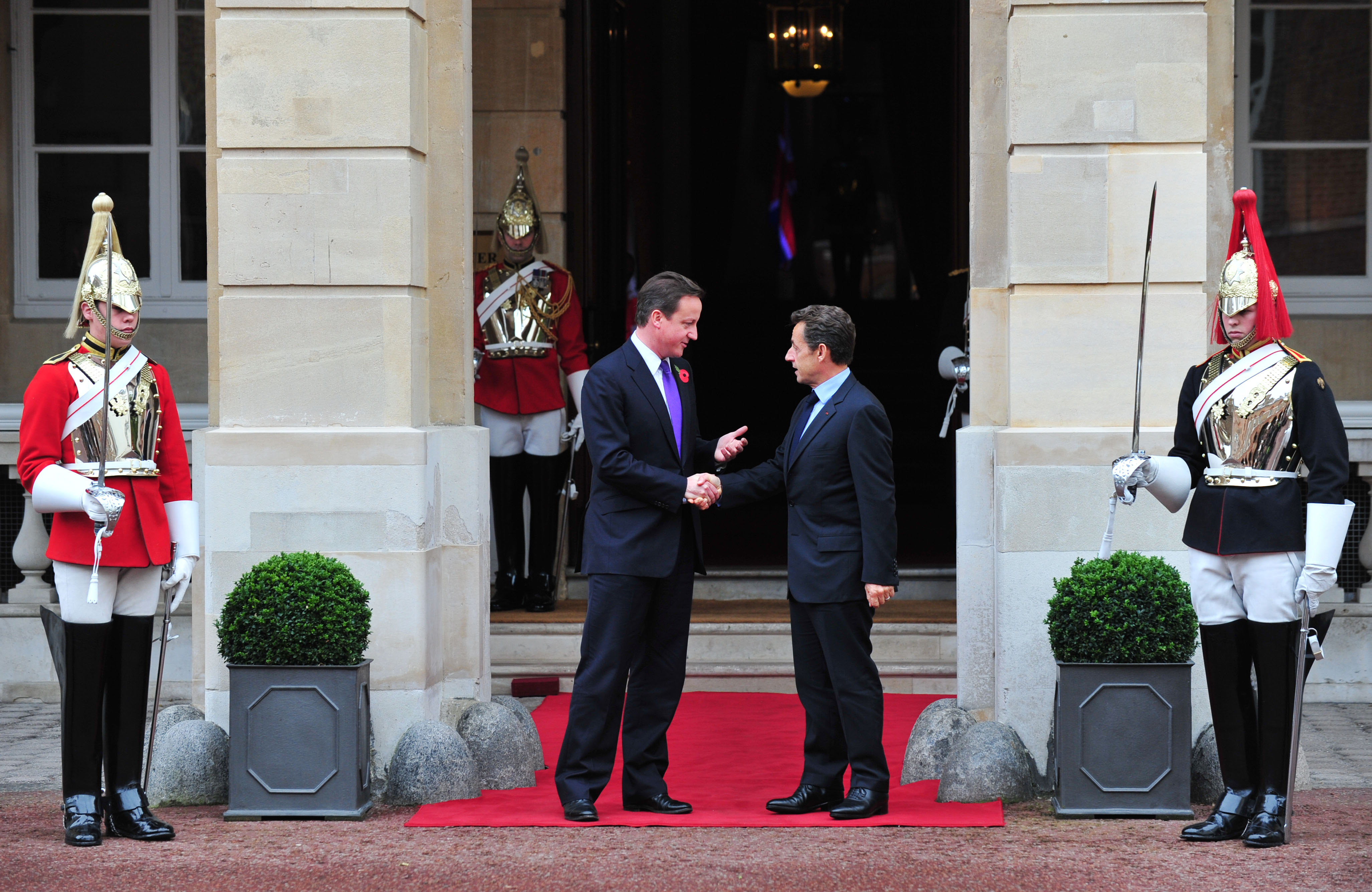
Sarkozy et Cameron.

Hinkley Point C est un projet d'extension de la centrale existante à Hinkley Point par l'ajout de 2 nouveaux réacteurs de type EPR. Ce projet a été lancé en 2012. Lors du sommet franco-britannique à Paris du 17 février 2012, Nicolas Sarkozy et David Cameron ont fait des annonces concernant l'EPR en cours d'étude sur ce site. EDF engagé dans ce projet avec Areva et Rolls-Royce ont profité de cette occasion pour annoncer des signatures de protocoles d'accords.
Les opposants de l'association South West Against Nuclear (trad. le sud-ouest contre le nucléaire) se sont rassemblés dans une vieille ferme à proximité du site de Hinkley Point le dimanche 12 février 2012
En mai 2012, EDF Energy (filiale à 100% d'EDF) a suspendu un contrat d'ingénierie civile de 1,2 milliard de livres sterling. Le nouveau réacteur pourrait n'être construit qu'en 2021 au plus tôt, soit quatre ans après la date prévue initialement, et le coût du projet a été revu à la hausse de 40 %.

### Validation de l’accord commercial par la Commission européenne (2014)
En mai 2013, le coût du projet est réévalué à 14 milliards de livres (plus de 16 milliards d'euros), et le démarrage est reporté en 2022.
En octobre 2013, EDF signe un accord avec le gouvernement britannique dans lequel Areva et les entreprises chinoises China General Nuclear Power Corporation (CGN) et Compagnie nucléaire nationale chinoise (CNNC) deviennent partenaires minoritaires et Londres ouvre la voie à de futures participations majoritaires chinoises. L'investissement est réévalué à 18 milliards de livres sterling, soit 20,5 milliards d’euros, partagés entre le groupe français (13,6 milliards) et son partenaire China General Nuclear Power Corporation (CGN, 6,8 milliards) le démarrage reporté en 2023. L'étape suivante était la validation du montage financier du projet par la Commission européenne qui, s'il avait été refusé, aurait remis en cause la décision d'investissement initialement prévue en juillet 2014,. L'association Stop Hinkley pensait que les chances que le projet soit approuvé par la Commission européenne, étaient presque nulles.
Le 8 octobre 2014, la Commission européenne valide l'accord commercial conclu entre EDF et le Gouvernement britannique.
Le 22 septembre 2020, la Cour de justice de l'Union européenne (CJUE) valide le dispositif de soutien du Royaume-Uni pour la construction des EPR d'Hinkley Point, estimant qu'il ne constitue pas une aide d'État incompatible avec le marché intérieur. En juillet 2015, l'Autriche, soutenue par le Luxembourg, avait attaqué le dispositif devant la CJUE au motif que la construction d'une centrale nucléaire ne pouvait pas bénéficier d'une aide d'État approuvée par la Commission. En juillet 2018, le Tribunal de l'Union européenne avait déjà débouté les plaignants,.

### Accord de financement entre EDF et CGNPC (2015)
Le 2 avril 2015, EDF annonce la suspension des travaux, entraînant la suppression de 400 postes de travail, en attendant une décision définitive d'investissement. EDF a déjà engagé des travaux et des commandes pour un montant estimé à 1,5 milliard d’euros, qui restent à sa charge si le projet est annulé.
En juin 2015, plusieurs hauts fonctionnaires britanniques remettent en question la viabilité du projet. Compte tenu des difficultés financières d'Areva et de la reprise prévue par le gouvernement français d'Areva NP par EDF, le schéma de financement prévu pour le projet ne convient plus à EDF. Areva devait être partie prenante de ce schéma à hauteur de 10 %. EDF veut limiter sa part à moins de 50 % pour ne pas consolider cette filiale britannique dans ses comptes,.
Le 2 juillet 2015, dix collectivités locales et fournisseurs d'électricité autrichiens et allemands ont déposé un recours contre la décision européenne validant le mécanisme de subvention du projet Hinkley Point C.
En juillet 2015, l'ancien ministre britannique chargé du commerce et de l'énergie Lord Howell of Guildford (en) affirme devant le Parlement britannique : « Je suis très pro-nucléaire, pour sa faible production de gaz carbonique, mais Hinkley C est l'un des pires contrats jamais signés pour l'industrie et les foyers britanniques ».
Le 21 octobre 2015, EDF et le groupe chinois CGN ont signé un accord de financement pour la centrale nucléaire d'Hinkley Point C. Pour financer ce projet estimé à 24,5 milliards d'euros (18 milliards de Livres), la participation d'EDF sera de 65,5% et celle de CGN de 33,5%,.

### Décision d'investissement d’EDF (2016)
En février 2016, à EDF les six administrateurs salariés (CGT, FO, CFDT, CFE-CGC) ainsi que des membres du comité exécutif, de nombreux cadres, techniciens et ouvriers d'EDF refusent de décider trop rapidement la construction de deux EPR au Royaume-Uni
Le 7 mars 2016, le directeur financier d'EDF Thomas Piquemal démissionne d'EDF car il craint que l'entreprise ne puisse pas financer à court terme la construction de deux EPR à Hinkley Point. Ce type de démission est un événement rare dans une grande entreprise.
Le 10 mars 2016, la Commission européenne donne son aval sur le partenariat et l'accord de financement passé entre EDF et le groupe chinois CGN. La même semaine, la Cour des comptes publie des doutes.
En mai 2016, l'ancien no 2 d'EDF Thomas Piquemal dénonce le projet Hinkley Point qu'il juge suicidaire devant la commission des Affaires économiques de l'Assemblée nationale française. Avec la cour des comptes, il insiste que la production serait vendue 116 euros par mégawattheure,, alors que le prix de gros de l'électricité est en 2016 inférieur à 40 €/MWh, en France et en Allemagne.
Cependant, le PDG Jean-Bernard Lévy et Emmanuel Macron maintiennent le projet, forts de l'appui des électriciens chinois CGN et CNNC. Pour EDF, la rentabilité après impôts de cet investissement sur 70 ans a été estimée initialement à 9 % ; elle ne peut pas être évaluée sur la base d'un prix de marché à court terme. Mais un calcul de rentabilité sur une période de 70 ans est toujours contestable, car il repose sur des hypothèses fragiles, compte tenu de l'innovation technologique.
Le Référendum sur le maintien du Royaume-Uni dans l'Union européenne du 23 juin 2016 (51,9 % pour la sortie de l'Union européenne) implique des nouveaux risques pour le projet,.
Le 28 juillet 2016, le conseil d'administration d'EDF décide le lancement du projet, malgré l'opposition des six représentants du personnel ; le jour même, le nouveau ministre du commerce et de l'énergie Greg Clark suspend à nouveau le projet, qu'il entend analyser avant de donner une nouvelle décision à l'automne 2016.

### Accord du gouvernement britannique (2016)
Le 9 août 2016, l'ambassadeur chinois à Londres encourage le Royaume-Uni à donner son feu vert au plus vite au projet Hinkley Point. Le gouvernement britannique a déclaré le 28 juillet qu'il allait « examiner avec soin » le projet et qu'il rendrait sa décision finale au début de l'automne 2016.
Le 15 septembre 2016, le gouvernement britannique signe le contrat de construction de la centrale nucléaire Hinkley Point avec le français EDF (à hauteur de 66,5%), et la compagnie chinoise China General Nuclear Power Company (à hauteur de 33,5%). Dans un communiqué, Londres précise que son aval à ce projet est assorti de nouvelles conditions, qui lui permettent notamment d’intervenir dans une cession éventuelle de la participation de contrôle d’EDF dans le projet,,.

### Controverses financières (2012-2017)
Le contrat garantit à EDF un prix de 92,50 £/MWh de 2012 (105 €/MWh) sur trente-cinq ans, assurant initialement une rentabilité de 9,2 %. Ce prix est trois fois supérieur à celui du marché européen de l’électricité ; il est cependant inférieur au coût de production de l'électricité produite par les éoliennes en mer au Royaume-Uni : 97 £ (112,8 €) par MWh en moyenne en 2015-2016, mais supérieur au prix garanti de l'électricité qui sera produite par les 11 projets d'éoliennes en mer lauréats du dernier appel d'offres de 2017 : 70 £ (80 €) par MWh en moyenne, pour mise en service en 2021-2023.
Le 11 janvier 2017, une filiale de Bouygues Construction, Bouygues Travaux Publics, annonce s'être vu confier par EDF, en regroupement avec Laing O'Rourke, la construction des bâtiments qui abriteront les deux réacteurs nucléaires de technologie EPR d'Hinkley Point C.
Le National Audit Office britannique, équivalent de la Cour des comptes française, estime, dans un rapport publié le 23 juin 2017, que l'accord signé en 2016 par le ministère de l'Économie avec EDF pour la construction des deux réacteurs EPR à Hinkley Point « a enfermé les consommateurs dans un projet risqué et coûteux avec des bénéfices stratégiques et économiques incertains ».
En juin 2017, un premier report de la livraison au-delà de 2025 est envisagé. En juillet 2017, EDF annonce des surcoûts de 1,7 milliard d'euros, pour un coût global de 22,3 milliards d'euros, ainsi qu'un risque de retard sur le calendrier initial de 15 mois pour le premier réacteur et de neuf mois pour le deuxième ; ces retards entraineraient un surcoût supplémentaire de 700 millions de livres ; la première tranche serait mise en service en 2025,,.
En novembre 2017, un rapport de la commission aux comptes publics de la Chambre des communes britannique dénonce de « graves erreurs stratégiques » dans la conduite du projet. Il reproche au gouvernement (et en particulier au ministère des Entreprises qui encadre le secteur du nucléaire civil) de n’avoir pas prévu de revoir les termes du contrat qui va coûter très cher aux consommateurs.
Alors que certaines technologies alternatives à faible émission seraient désormais meilleur marché que le nucléaire, selon les auteurs du rapport, la commission propose de geler tout nouveau projet de centrale tant que le gouvernement n’aura pas réévalué et publié sa stratégie sur le nucléaire. La nouvelle centrale qui devait coûter 19,6 milliards de livres (22 milliards d'euros) entrainera pour les consommateurs un surcout probable de 30 milliards de livres, en raison du prix élevé de l'électricité garanti par les autorités à EDF et à son partenaire chinois. Le rapport note aussi que les autres projets de réacteur EPR (France, Finlande et Chine) ont tous subi des surcoûts ou des retards. La présidente de cette commission enjoint au gouvernement d'expliquer ce qu’il fera pour éviter de répéter de telles erreurs.
Le rapport s'inquiète aussi d’un des effets du Brexit (annoncé pour la fin mars 2019) : le Royaume-Uni quittera Euratom (le régulateur européen du secteur, qui notamment veille à l’approvisionnement « régulier et équitable en minerais et combustibles nucléaires » et contresigne les contrats d'achat et de vente d'uranium, de thorium et de plutonium des pays européens).

### Démarrage du chantier de construction (2018)

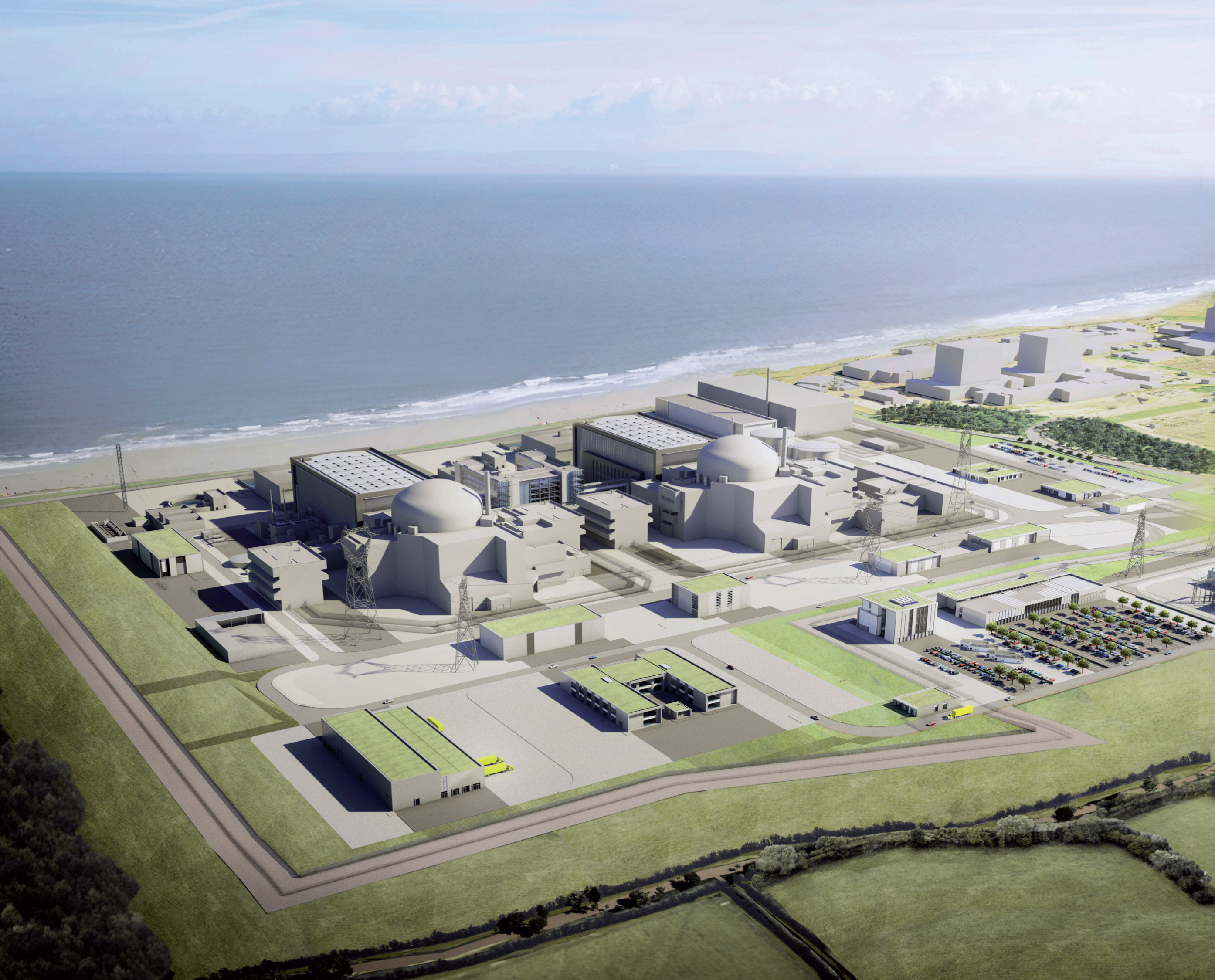
Future centrale d’Hinkley Point C.

Le début officiel de la construction de la 1re tranche, c’est-à-dire le coulage des fondations du bâtiment réacteur a lieu le 11 décembre 2018,. En juin 2019, un consortium rassemblant EDF et quatre entreprises britanniques est créé afin de faciliter la mise en place des montages électromécaniques. Le 28 juin 2019, le ministre de l’industrie britannique inaugure la dalle de béton qui servira de socle au premier EPR : 20 000 mètres cubes de béton ont été coulés sur une superficie de 7 200 mètres carrés, dans une structure renforcée par 5 000 tonnes d’acier. Le planning initial est respecté.
La construction du deuxième réacteur a officiellement débuté le 12 décembre 2019. EDF et son partenaire chinois CGN ont annoncé le 1er juin 2020 l'achèvement du radier (dalle de béton) sur lequel reposera le réacteur no 2 ; le calendrier fixé plus de quatre ans auparavant a été respecté.
En août 2021, le taux d'avancement du chantier est de 30 %. Il utilise, pour la première fois en Europe, des procédés de préfabrication lourde : des pièces géantes en béton ou en acier sont préfabriquées in situ ; cette innovation a été rendue possible par la plus grande grue au monde, « Big Carl », développée pour l'occasion par le spécialiste belge du levage Sarens. Haute de 250 mètres, assistée de 5 200 tonnes de contrepoids et de douze moteurs, « Big Carl » lève 5 000 tonnes à la verticale ou 2 000 tonnes dans un rayon de 100 mètres ; elle a pour mission de lever 700 éléments durant la vie du chantier, dont le plus lourd devrait peser 1 600 tonnes.

### Retard de planning et augmentation du devis (depuis 2018)
|                | Coût (Md £2015) |
| -------------- | --------------- |
| mai 2013       | 14,             |
| juin 2017      | 19,6,           |
| septembre 2019 | 21,5 à 22,5     |
| janvier 2021   | 22 à 23         |
| mai 2022       | 25 à 26         |
| janvier 2024   | 31 à 34         |

En septembre 2019, EDF annonce un risque de retard de quinze mois sur le premier réacteur et de neuf mois sur le second et un dérapage de plus de 10 % sur le coût du projet (soit 3 milliards d'euros), qui devraient finalement atteindre 21,5 à 22,5 milliards de livres (24,3 à 25,5 milliards d'euros). Les causes sont multiples : travaux de terrassement plus importants que prévu, gains de productivité escomptés non réalisés, mesures imposées par le régulateur nucléaire britannique, qui a par exemple demandé un système de contrôle-commande complémentaire qui ne soit pas numérique. Le projet devait coûter initialement 16 milliards de livres, mais dès 2016 la facture a été portée à 18 milliards de livres, puis à 19,6 milliards de livres à l'été 2017.
En janvier 2021, un nouveau retard de six mois, lié directement à la crise du Covid-19, est annoncé : la production d'électricité du réacteur C1 est repoussée à juin 2026 ; ce décalage alourdit la facture globale du projet, désormais estimé entre 22 et 23 milliards de livres sterling. Le taux de rentabilité prévisionnel (TRI) pour EDF est désormais réestimé entre 7,1 % et 7,2 %, contre 9 % prévus au départ.
En mai 2022, un nouveau retard d'un an est annoncé, la production d'électricité du réacteur C1 est repoussée à juin 2027. Ce décalage alourdit la facture globale du projet, désormais estimé entre 25 et 26 milliards de livres sterling par EDF, qui explique ces dérives par « l'impact de la pandémie », les perturbations de la chaîne d'approvisionnement, un surcoût sur « le design et la construction des tunnels de refroidissement dans la mer » et « des recours juridiques déposés par des opposants gallois »,.
En janvier 2024, un nouveau retard est annoncé à cause de l'absence de ressources et de compétences pour le montage électro-mécanique. Prévue pour durer 28 mois, cette étape en prendra finalement 52, ajoutant ainsi deux ans à la durée totale du projet. La facture passe de ce fait à une fourchette entre 31 et 34 milliards de livres (en valeur 2015) et le démarrage de l'unité 1 interviendrait, selon les scénarios, en 2029 ou 2030, voire 2031 pour la projection la plus pessimiste,. Les comptes 2023 d'EDF enregistrent une dépréciation de 12,9 milliards €, liée principalement aux difficultés sur le chantier britannique de Hinkley Point C, projet qui selon EDF restera rentable.
En juillet 2025, alors que le couvercle du deuxième réacteur vient d'être posé, le coût des 2 réacteurs est réévalué entre 41,6 et 46,5 milliards de livres, en livres de 2024 (48 à 53,5 milliards d'euros). La production d'électricité doit finalement démarrer entre 2029 et 2031.

## Galerie

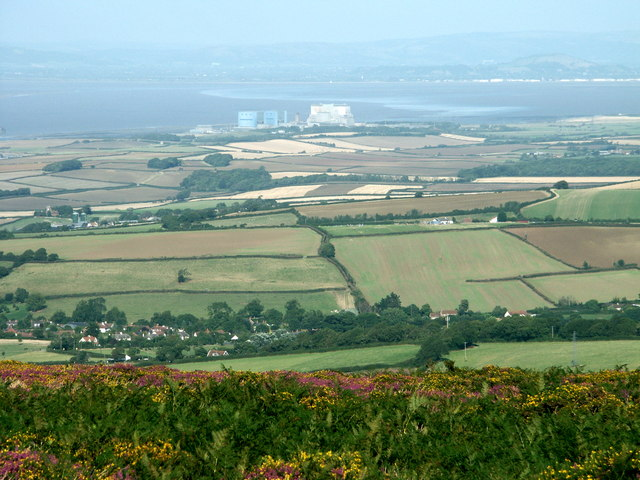
Vue aérienne de la centrale
Vue extérieure de la centrale
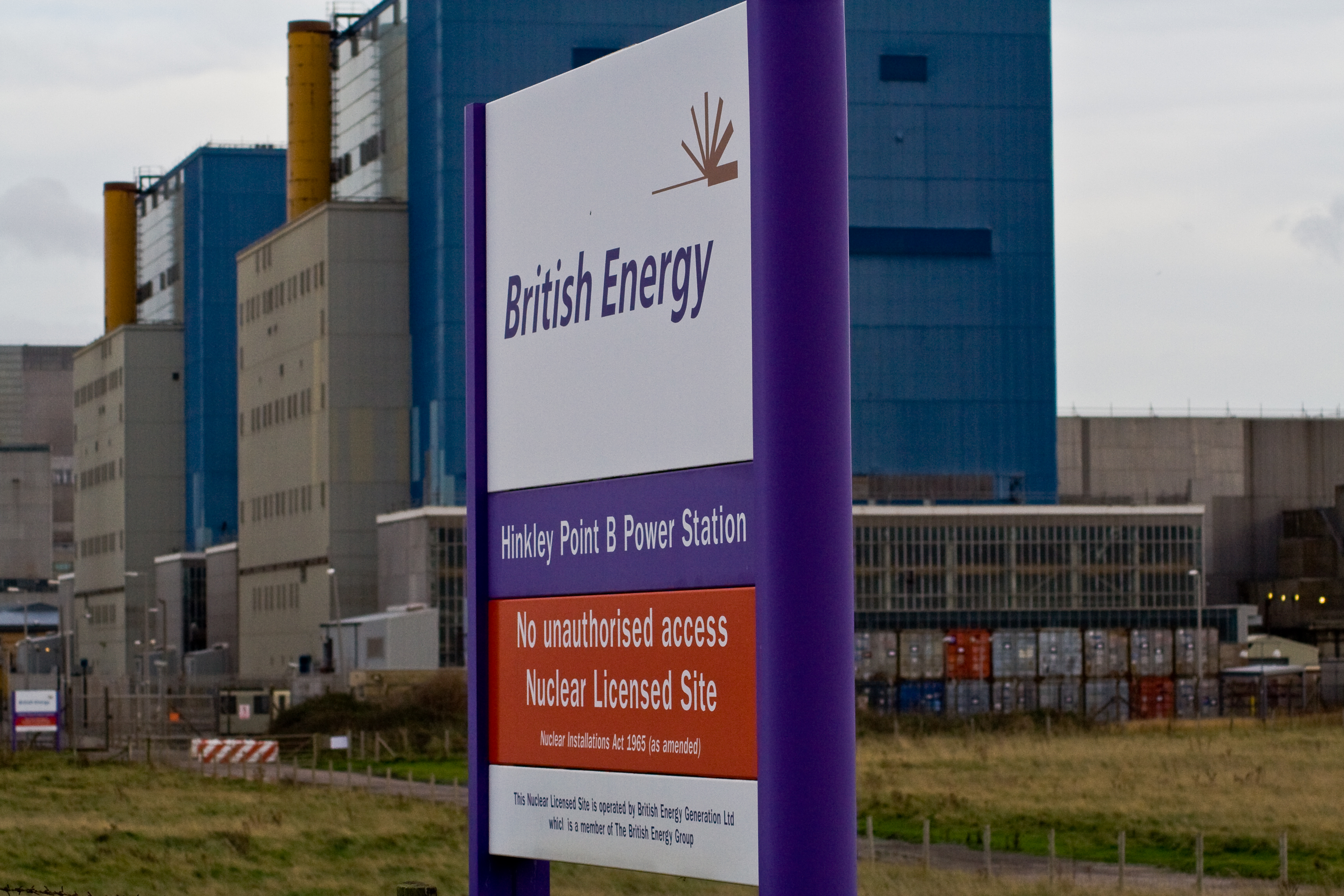
Hinkley Point A, vu de l'entrée de Hinkley Point B
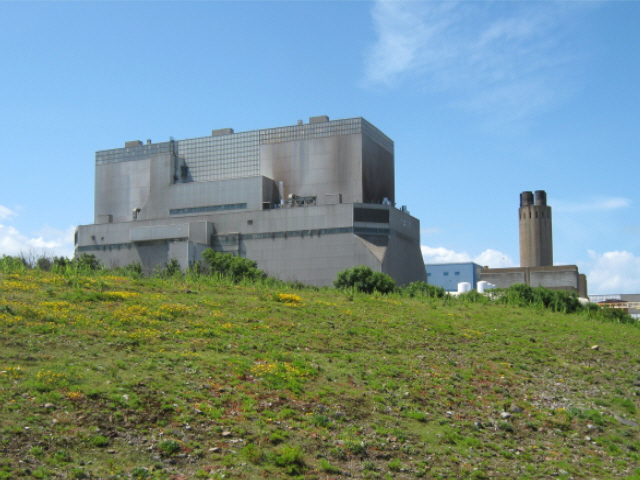
Hinkley Point B